# Вес Анселд (молодший)
Веслі Сіссель Анселд мол. (англ. Wesley Sissel Unseld Jr.; нар. 20 вересня 1975) — американський професійний баскетбольний тренер. 

## Життєпис
Анселд (мол.) народився 20 вересня 1975 року і виріс у Кейтонсвілл, штат Меріленд. У молодому віці у нього з'явилася тісна прихильність до баскетболу; його батько — член Зали слави баскетболу імені Нейсміта Вес Анселд. З п’яти років перед іграми перебував у роздягальні з батьком, а після їздив додому. Будучи дорослим, він пам’ятав «чудову сімейну атмосферу в роздягальні».

## Кар'єра гравця
Він грав у баскетбол у середній школі як центровий у Лойоли Блейкфілд у Тоусоні, штат Меріленд. У той час коли він продовжував займатися баскетболом у коледжі, його навички в якості центрового не перенеслися в зону захисту. Він продовжував займатися баскетболом у коледжі чотири роки в Університеті Джона Хопкінса, який закінчив у 1997 році.

## Кар'єра тренера
Анселд (мол.) перейшов безпосередньо з коледжу в НБА, почавши як кадровий розвідник у «Вашингтон Візардс», працюючи на свого батька, який був генеральним менеджером. Він планував піти до аспірантури після закінчення школи, але вирішив віддати баскетболу один рік, щоб побачити, чи сподобається йому це. Після восьми років праці на посаді скаута, його підвищили до помічника тренера. Вес отримав «кредит» на створення плану вашингтонської наступальної гри, що призвело до трьох послідовних найкращих наступальних сезонів з 2004 по 2007 рік. Він також працював скаутом і помічником тренера у «Washington Mystics» (WNBA).
17 липня 2021 року Анселд (мол.) підписав чотирирічний контракт, щоб стати головним тренером «Вашингтон Візардс».